# Амрхайн, Альберт
Альберт Амрхайн (нем. Albert Amrhein; 29 декабря 1870, Франкфурт-на-Майне, Гессен-Нассау — 20 мая 1945, Франкфурт-на-Майне, Гессен) — германский регбист, серебряный призёр летних Олимпийских игр 1900.
На Играх Амрхайн входил в сборную Германию, которая в единственном матче проиграла Франции со счётом 21:17, получив серебряные медали.